# サンティレール＝ペルー
サンティレール＝ペルー （Saint-Hilaire-Peyroux、オック語:Sent Alari Peiros）は、フランス、ヌーヴェル＝アキテーヌ地域圏、コレーズ県のコミューン。

## 地理
サンティレールはチュールからブリーヴ＝ラ＝ガイヤルドへ向かう道路の途中にあり、中央高地の中にある。標高はおよそ300mである。
南側の境界をコレーズ川が流れ、北東には標高470mのピュイ・ド・デルスがそびえる。西側は低コレーズの、東側はオーヴェルニュの山並みといった驚くべき眺めが広がる。
コミューンには、北西の大河ジロンド川の支流、東のフランセ川、北のクーズ川、南のコレーズ川といった多くの河川が流れている。
町はコミューンの中心そのものである。町から4kmのところに、オバジーヌ-サンティレール＝ペルー駅がある。

## 由来
1179年から1180年頃、De Sancto Hylarioとして名が現れる。その後1315年頃はSancti Ylariiだった。15世紀には村に3つの名があった。Sanctus Yllarius Del Peyro、Prope Obazinam、さらにPrope Derssasである。サンティレールとは、ポワティエ司教だったポワティエのヒラリウスを指している。15世紀にはDel Peyroと呼ばれたPeyrouxとは、石を意味するpeirosからきており、コミューンの中の集落の名である。のちに、数多く存在するサンティレールという地名と差別化するためにペルーが加えられた。

## 歴史
サンティレール＝ペルーはポワティエのヒラリウスに敬意を示した地名で、ペルーとは古い教区で市場で有名であった村の名である。ペルーとはオック語で石を意味する言葉から派生している。
村にはかつて多くの宗教建築があったが、そのほとんどが破壊されてしまった。ピック礼拝堂のみならず、エスタン礼拝堂、デルス礼拝堂がかつてあった。デルスの礼拝堂は過去にさらに重要で、モノグラフの中で我々は礼拝堂が修道院の格に達していたことを知っている。
コミューンのロゴにはモモが描かれている。これは、サンティレール種のモモ栽培で広く知られていたからである。
フランス革命時代、国民公会のデクレによって、コミューンの名はル・ペルー＝マラー（Le Peyrou-Marat）と変更させられていた。

## 人口統計
| 1962年 | 1968年 | 1975年 | 1982年 | 1990年 | 1999年 | 2006年 | 2011年 |
| ------ | ------ | ------ | ------ | ------ | ------ | ------ | ------ |
| 1033   | 1011   | 854    | 787    | 807    | 790    | 875    | 920    |

参照元:1999年までEHESS、2004年以降INSEE

## 史跡

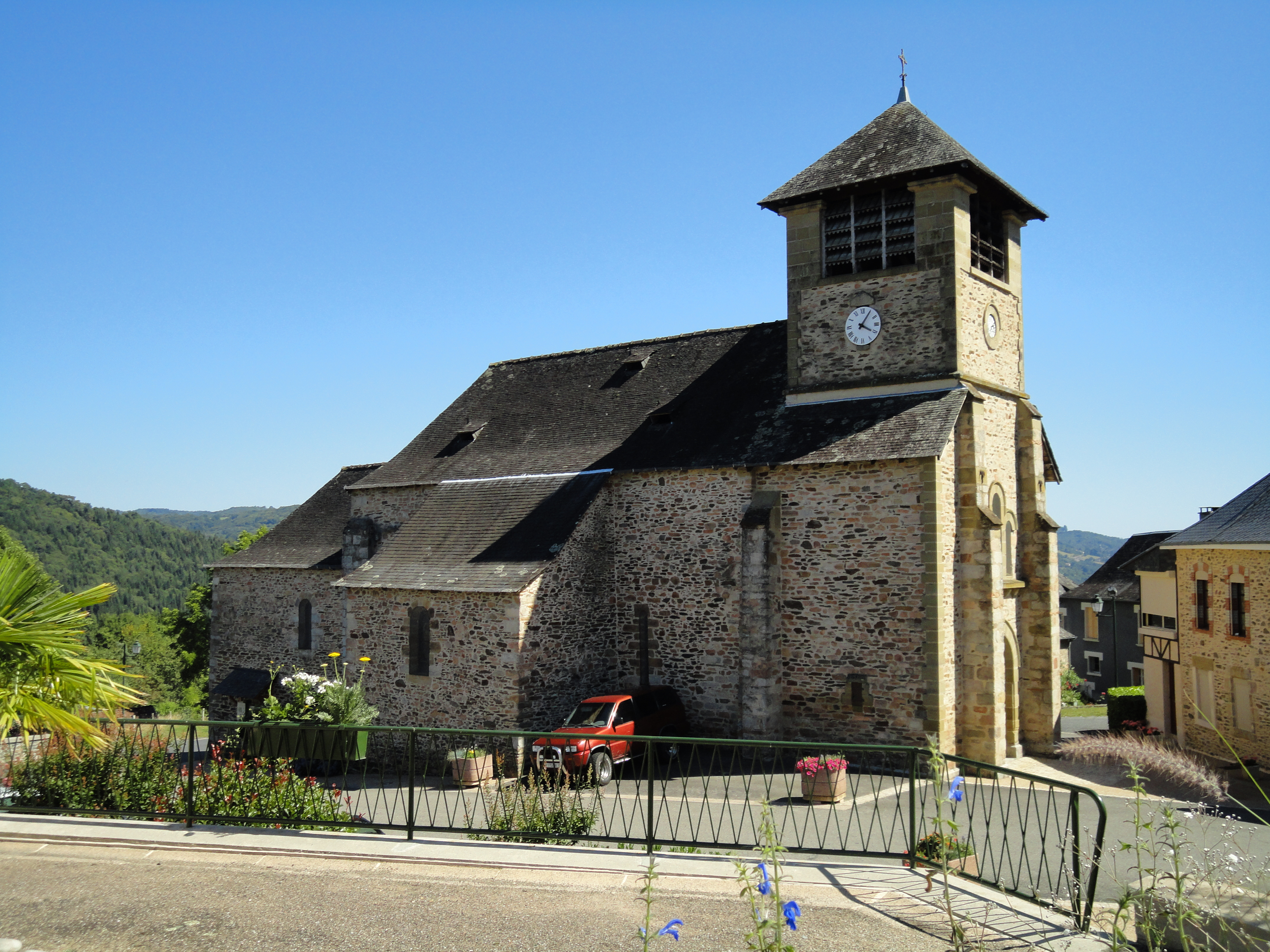
サンティレール教会、19世紀の再建
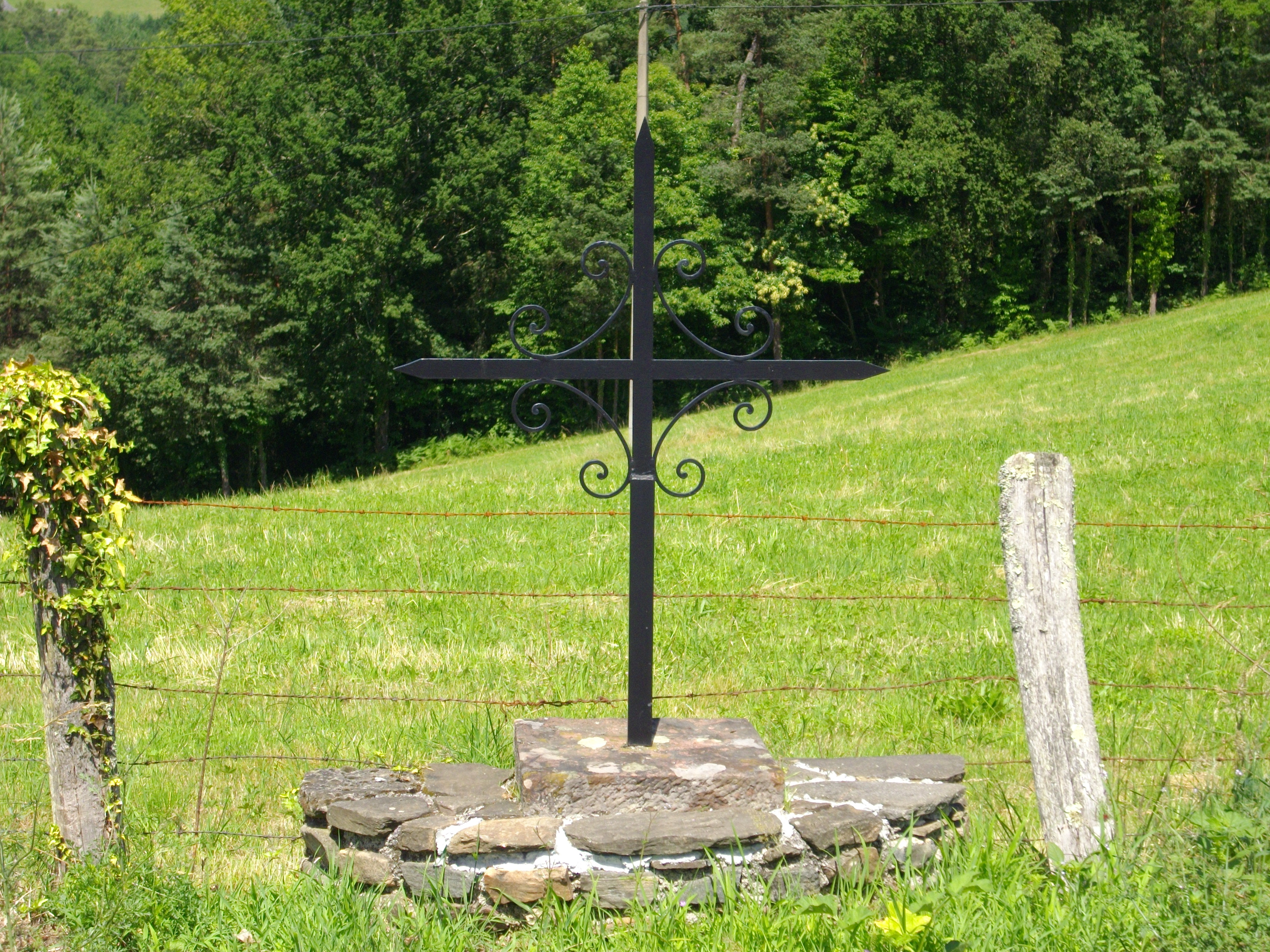
デサス集落の十字架
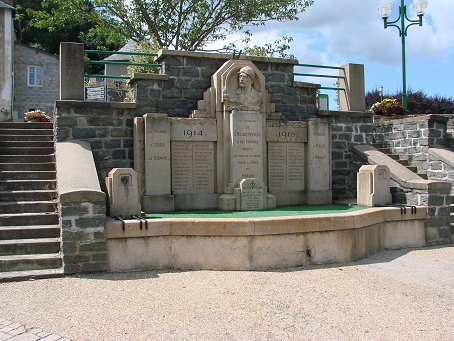
第一次世界大戦の戦死者追悼記念碑

## 姉妹都市
- ショプフロッホ (ミッテルフランケン)、ドイツ